# Пашино
Па́шино (рос. Пашино) — село у складі Афанасьєвського району Кіровської області, Росія. Адміністративний центр Пашинського сільського поселення.
Населення становить 291 особа (2010, 337 у 2002).
Національний склад станом на 2002 рік — росіяни 76 %.